# Odile Versois
Odile Versois (nascuda Étiennette de Poliakoff-Baydaroff; París 15 de juny de 1930 - 23 de juny de 1980) va ser una actriu francesa que va aparèixer a 47 pel·lícules i telefilms entre 1948 i 1980. Versois era germana de les actrius Marina Vlady, Hélène Vallier and Olga Baïdar-Poliakoff. El seu pare, Vladimir, va ser un destacat cantant d'òpera d'ascendència russa, i la seva mare, Militza Envald Voropanoff, era dansaire. Va començar a actuar quan era nena i va intentar seguir carrera de ballarina.

## Vida personal
Versois es va casar amb l'actor Jacques René Dacqmine (30 de novembre de 1923 – 29 de març de 2010; L'affaire du collier de la reine) el 1951 però la parella es va divorciar uns anys més tard. Va tenir quatre fills amb el seu segon marit, el comte François Reynier Ambroise Henri Pozzo di Borgo, amb qui es va casar el 1953. Va morir a París de càncer poc després de complir els 50 anys.

## Teatre
- 1950: Ami-ami de Pierre Barillet i Jean-Pierre Grédy, posada en escena Jean Wall, théâtre Daunou després théâtre des Célestins el 1951
- 1959: Hamlet de William Shakespeare, posada en escena Jean Darnel, Arènes de Saintes
- 1963: Pour Lucrèce de Jean Giraudoux, posada en escena Raymond Gérôme, Festival de Bellac
- 1966: Les Trois Sœurs d'Anton Txèkhov, posada en escena André Barsacq, théâtre Hébertot
- 1968-1969: Jean de la Lune de Marcel Achard, tournées Barret
- 1970: Ciel, où sont passées les dattes de tes oasis ? de Roger Hanin, posada en escena Jacques Ardouin, théâtre de la Potinière

## Filmografia

### Cinema
- 1948: Les Dernières Vacances de Roger Leenhardt: Juliette
- 1949: Orage d'été de Jean Gehret: Mari-Lou
- 1949 : Fantômas contre Fantômas de Robert Vernay: la jeune fille
- 1949 : Paolo e Francesca de Raffaello Matarazzo: Francesca da Rimini
- 1949 : La sposa non può attendere de Gianni Franciolini: Maria
- 1950: Désordre, curtmetratge documental de Jacques Baratier: ela mateixa
- 1950 : Man in the Dinghy de Herbert Wilcox: Jackie
- 1950 : Les Anciens de Saint-Loup de Georges Lampin: Catherine Jacquelin
- 1951: Bel Amour de François Campaux: Gilda Jorgegsen
- 1951 : Mademoiselle Josette, ma femme d'André Berthomieu: Josette Dupré
- 1952: Domenica de Maurice Cloche: Domenica Léandri
- 1952 : La Répétition manquée de Pierre Neurisse (curtmetratge)
- 1952: Grand Gala de François Campaux: Anna
- 1953 : Les Crimes de l'amour, sketch Mina de Vanghel de Maurice Clavel i Maurice Barry: Mina
- 1953 : A Day to Remember de Ralph Thomas: Martine Berthier
- 1954: The Young Lovers d'Anthony Asquith: Anna Szobek
- 1955: Sophie et le Crime de Pierre Gaspard-Huit
- 1955 : Deux Anglais à Paris (To Paris with Love) de Robert Hamer: Lizette Marconne
- 1956: Les Insoumises de René Gaveau: Hélène
- 1956 : Sang a l'asfalt (Checkpoint) de Ralph Thomas: Francesca
- 1957: Herrscher ohne Krone de Harald Braun: Reine Mathilde
- 1958: Passport to Shame d'Alvin Rakoff: Marie Louise ditae Malou
- 1959: Toi, le venin de Robert Hossein: Hélène Lecain
- 1960: La Dragée haute de Jean Kerchner: Evelyne Barsac
- 1960 : Estoril y sus fiestas, documental de Juan Manuel de La Chica it Vicente Minaya: aparició
- 1961: Le Rendez-vous de Jean Delannoy: Édith
- 1961 : Le Trésor des hommes bleus de Edmond Agabra: Suzanne
- 1962: Cartouche de Philippe de Broca: Isabelle de Ferrussac
- 1963: Transit à Saïgon de Jean Leduc
- 1963 : À cause, à cause d'une femme de Michel Deville: Nathalie
- 1965: Dernier Tiercé de Richard Pottier: Jacqueline
- 1965 : La Pharmacienne de Jany Holt i Serge Hanin (curtmetratge)
- 1967: Le Désordre à vingt ans, documental de Jacques Baratier: aparició
- 1968: Benjamin ou les Mémoires d'un puceau de Michel Deville: la dona casada
- 1972: Églantine de Jean-Claude Brialy: Marguerite
- 1975: Stationschef Fallmerayer de Walter Davy: Walewska
- 1977: Le Crabe-tambour de Pierre Schoendoerffer

### Televisió
- 1962: L'inspecteur Leclerc enquête, episodi Obsession de Yannick Andreï
- 1964: Le Pain de ménage de Paul Renty: Marthe
- 1966: Le train bleu s'arrête 13 fois de Maurice de Canonge: Nathalie

- 1973: L'Hiver d'un gentilhomme de Yannick Andreï: Christine de Sagne
- 1973: Un monsieur bien rangé - episodi 1 et 2 (série de 4 ép.) : Viviane
- 1974: La Juive du Château-Trompette de Yannick Andréi (serie de 6 episodis) : la marquise de Beauséjour
- 1975: Pas de frontières pour l'inspecteur : Le Bouc émissaire de Marcel Cravenne: Plantilla:Mlle Lindberg
- 1976: Le Milliardaire de Robert Guez: Françoise Fabre-Simmons
- 1977: Richelieu de Jean-Pierre Decourt
- 1977: Le Confessionnal des pénitents noirs de Alain Boudet: la marquise Vivaldi
- 1980: Julien Fontanes, magistrat de Guy-André Lefranc: Inge Wolfrum
- 1980: Les Enquêtes du commissaire Maigret, episodi : Maigret et les Vieillards de Stéphane Bertin: Hélène Mazeron